# Betteridges Gesetz der Überschriften
Betteridges Gesetz der Überschriften ist ein Sinnspruch, der besagt: „Jede Überschrift, die mit einem Fragezeichen endet, kann mit einem Nein beantwortet werden.“ Es ist nach dem britischen Journalisten Ian Betteridge benannt, der 2009 darüber schrieb, das eigentliche Prinzip ist jedoch deutlich älter. Das Sprichwort gilt nicht für Fragen, die offener sind als reine Ja-Nein-Fragen.
Die Aussage beruht auf der Annahme, dass der Verfasser die Überschrift als Behauptung formuliert hätte, wäre er sich sicher gewesen, dass die Antwort „ja“ lautet. Durch die Formulierung als Frage ist er nicht dafür verantwortlich, ob sie richtig ist oder nicht.